# Željko Vincek
Željko Vincek (ur. 16 czerwca 1986 w Varaždinie) – chorwacki lekkoatleta specjalizujący się w biegach sprinterskich, a w szczególności w biegu na 400 metrów.
Zdobywał medale międzynarodowych imprez jako junior młodszy oraz junior. W 2005 sięgnął po srebrny medal igrzysk śródziemnomorskich. Rekordzista Chorwacji w biegu na 300 metrów ustanawiał także juniorskie rekordy kraju w biegach na 200 i 400 metrów. Reprezentant Chorwacji w pucharze Europy oraz drużynowym czempionacie Starego Kontynentu.

## Rekordy życiowe
- Bieg na 100 m – 10,70 (2007)
- Bieg na 200 m – 21,06 (2007)
- Bieg na 300 m – 33,02 (2006) rekord Chorwacji[2]
- Bieg na 400 m – 45,69 (2007)
- Bieg na 400 m (hala) – 47,13 (2007)